# アゲイン/明日への誓い
『アゲイン/明日への誓い』（原題：英雄本色III夕陽之歌, 英題：A Better Tomorrow III）は、1989年制作の香港のアクション映画。
『男たちの挽歌』シリーズの第3作目。監督はジョン・ウーからツイ・ハークに交代している。タイトルに3と付けられているが時間的には第1作目よりも前にあたる前日譚作品で、ベトナム戦争を背景としたマークの話である。チョウ・ユンファの役柄も第1作目と同じマークである。
日本でのビデオタイトル、DVDタイトルは『アゲイン/男たちの挽歌III』『男たちの挽歌III アゲイン/明日への誓い』など。

## あらすじ
1974年、ベトナム戦争末期のサイゴン。マークは従弟のマイケルを政府軍の手から救い出し、香港に脱出しようとするが裏切りに会い、死の危機にみまわれる。
そこを闇の世界を支配するホーの手下の女ボス・キティに救われ、2人は叔父ともども脱出に成功する。これをきっかけにマークとキティは心惹かれ合う。
香港での平和な暮らしが始まった矢先、3年前に行方不明になったホーが突然彼らの前に現れる。キティは恩義を受けたホーとマークの間で苦悩する。その内心を見て取ったホーはマークとマイケルの働く自動車修理工場を爆破、叔父が死んでしまう。
それを知ったキティは復讐のため、ホーを追ってサイゴンへ舞い戻る。マークとマイケルも彼女を追ってサイゴンに向かい、彼らは凄絶な闘いに身を投じる。

## キャスト
| 役名     | 俳優               | 日本語吹替 | 日本語吹替 |
| 役名     | 俳優               | ソフト版1  | ソフト版2  |
| -------- | ------------------ | ---------- | ---------- |
| マーク   | チョウ・ユンファ   | 磯部勉     | 相沢正輝   |
| キティ   | アニタ・ムイ       | 戸田恵子   | 沢海陽子   |
| マイケル | レオン・カーフェイ | 松橋登     | 檀臣幸     |
| ホー     | 時任三郎           | 時任三郎   | 金尾哲夫   |
| 叔父     | シー・キエン       | 北村弘一   | 仲野裕     |
| ボン     | ナム・イン         | 屋良有作   | 稲葉実     |
| リン     | マギー・チョン     | 速見圭     | 浅野まゆみ |
| パット   | チェン・ワイルン   | 渋谷茂     | 河相智哉   |

- ソフト版1：1993年東和ビデオ発売のVHS(注：1993年1月21日発売のビデオは3,800円の廉価再発盤で字幕版のみ。字幕&吹替版が最初に発売されたのは1991年3月21日)、2013年パラマウント発売の日本語吹替収録版BD&DVDに収録。2023年3月20日にWOWOWで放送された際は香港公開版のみ存在するシーンを同じキャストで追加録音したものを放送。

糸博、小島敏彦、田原アルノ、大滝進矢、牛山茂、千田光男、山口健、吉田美保、叶木翔子、中山威知郎、横井超、杉原典子、吉田博、角田渡、福場一義
日本語版制作スタッフ 演出：長野武二郎、翻訳：たかしまちせこ（WOWOW追加録音部分：鮑智行）、制作：ニュージャパンフィルム
- ソフト版2：1999年カルチュア・パブリッシャーズ発売のDVDに収録。

日本語吹替その他：柳沢栄治、幸田夏穂、遠藤純一、小野塚貴志、長嶝高士、吉岡久仁子、入江崇史、星野充昭
日本語版スタッフ 制作：コスモプロモーション